# 艾氏頭脂鯉
艾氏頭脂鯉，為輻鰭魚綱脂鯉目脂鯉亞目脂鯉科的其中一個種。分布於中美洲尼加拉瓜及巴拿馬淡水流域，體長可達5.4公分，棲息在海拔35至85公尺的溪流、洄水區，以藻類及水生昆蟲為食，生活習性不明。

## 扩展阅读
維基物種上的相關：艾氏頭脂鯉